# Wilcze Tułowskie
Wilcze Tułowskie – wieś w Polsce położona w województwie mazowieckim, w powiecie sochaczewskim, w gminie Brochów.
Sołectwo Wilcze Tułowskie, Wilcze Śladowskie tworzą wsie Wilcze Tułowskie i Wilcze Śladowskie.
Za II RP siedziba wiejskiej gminy Tułowice. W latach 1975–1998 miejscowość należała administracyjnie do województwa warszawskiego.